# ヒロバヒメイチゲ
ヒロバヒメイチゲ（広葉姫一花、広葉姫一華、学名：Anemone soyensis）は、キンポウゲ科イチリンソウ属の多年草。別名、エゾイチゲ、ヒロハヒメイチゲ。

## 特徴
根茎は地中を細長く横に這い、太くふくらむことはない。根出葉は1回3出複葉で、葉柄がある。茎につく葉は3枚が輪生する。葉は長さ1-2cmの柄をもち、3全裂し、裂片の幅はよく似るヒメイチゲより幅広く、頂小葉は長さ2-4.5cm、幅0.8-2cmの卵状長楕円形になり、小葉の上部に大型の鋸歯がある。
花期は5-7月。花茎の高さは8-18cmになり、直径1.5-2cmの花弁状の萼片を持つ花を1個つける。萼片は楕円形、白色で5-7枚。花弁はない。花柄に白色の軟毛が密に生える。果実は長さ2mmになる痩果で短毛が密に生える。

## 分布と生育環境
サハリン、北海道、本州の月山に分布し、山地帯から高山帯の草地、林縁、明るい林内などに生育する。